# Schwedenschanze (Oberhaag)

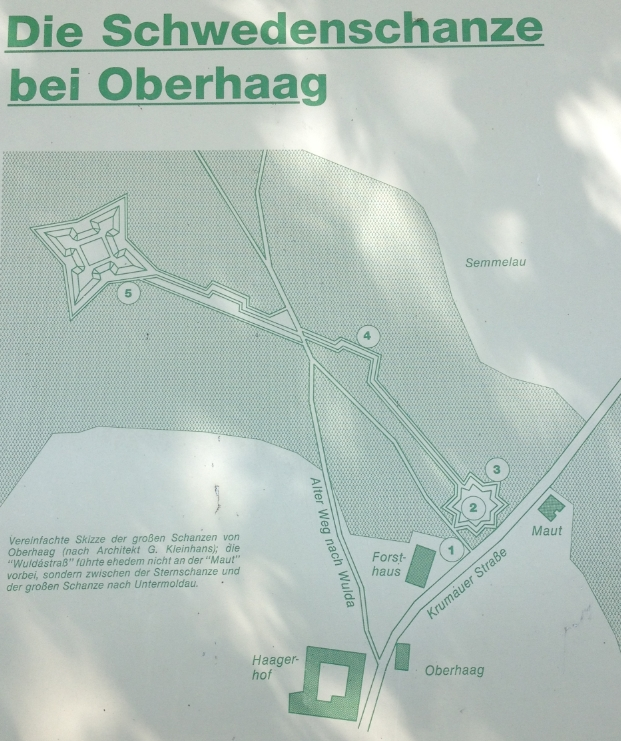
Plan der Schwedenschanze in Oberhaag

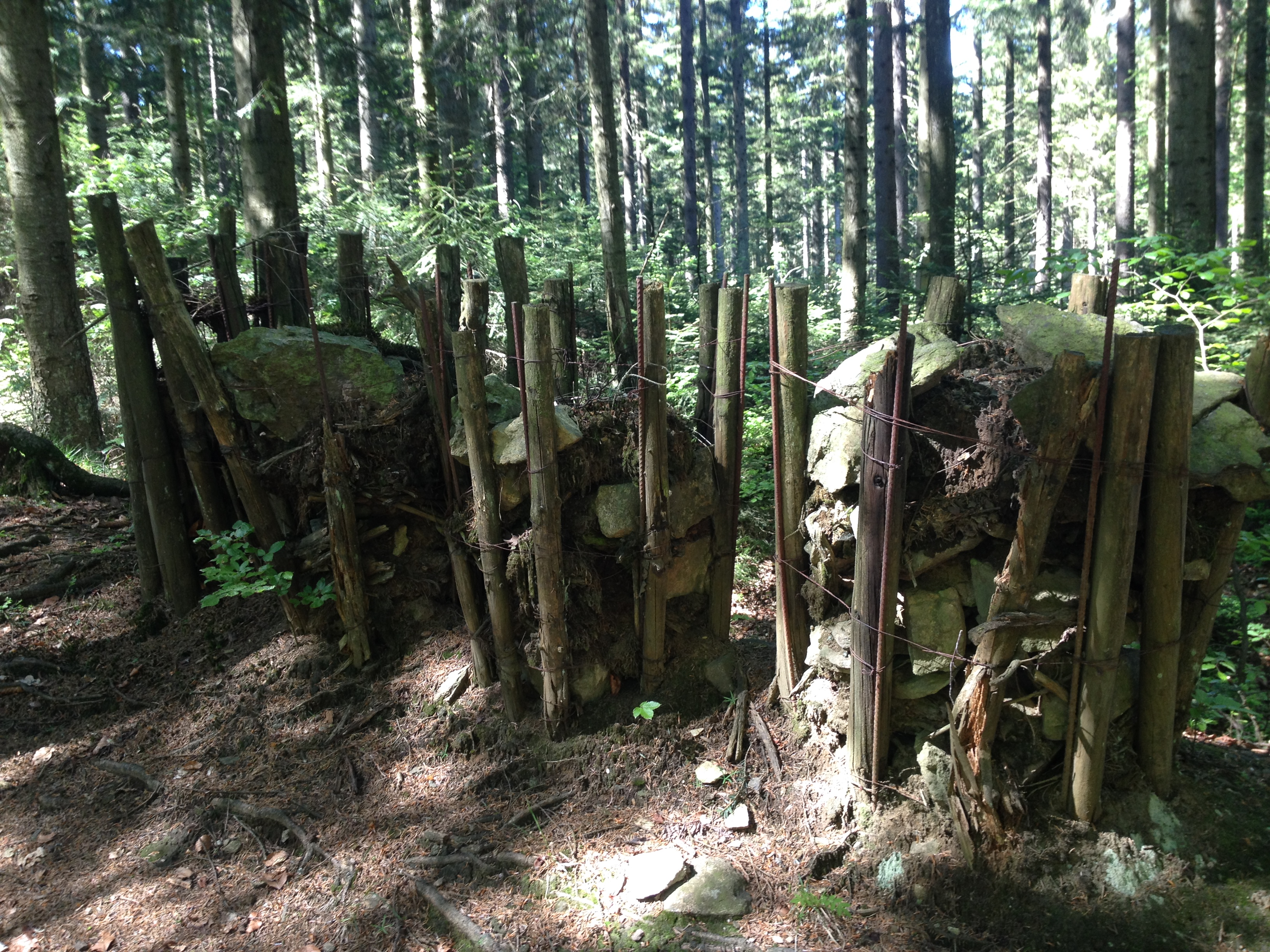
Nachgebildete Schanzkörbe in Oberhaag

Die Schwedenschanze von Oberhaag liegt nordöstlich von Aigen-Schlägl im Mühlviertel und schützte vor Einfällen der Hussiten, Schweden und der Türken. Wie viele spätmittelalterliche Schutzwälle erhielt auch diese Anlage nach deren Ausbau im Dreißigjährigen Krieg ihren jetzt noch gültigen Namen. Nahe dem Haagerhof führt ein Prügelweg durch die Schanzanlage.

## Geschichte
1469 wurde diese spätmittelalterliche Schanzanlage im Zuge von böhmisch-österreichischen Grenzfehden errichtet.
1610 litt die Gegend um Aigen-Schlägl unter den Plünderungen der kaiserlichen Truppen. Um ihrer Herr zu werden, kam es zu einem Landaufgebot, wobei Aigen 24 Mann stellte. Deswegen warf man an der Grenze Schanzen auf, deren größte die Anlage in Oberhaag war.
Zur Zeit des Oberösterreichischen Bauernkrieges wurde die Schanze 1618 und 1626 ausgebessert und erneut besetzt.
1641 errichtete Grundherr Konrad Balthasar von Starhemberg auf Befehl des Landeshauptmannes von Österreich ob der Enns weiter östlich im Mühlviertel die zusätzliche Schwedenschanze bei Bad Leonfelden, um ein Vordringen der Schweden unter Führung von Johan Banér zu verhindern. 1648 verhinderten die starken Befestigungsriegel beider Schanzanlagen einen Vormarsch der Schweden unter General Arvid Wittenberg, der zuvor Krumau erobert hatte.
In der Pestzeit stand ein Posten auf der Schanze Wache, um einer stärkeren Verbreitung der tödlichen Krankheit Einhalt zu gebieten.

## Beschreibung
Ausgrabungen brachten diese Verteidigungsanlage zutage. Sie erreicht an manchen Stellen noch eine Höhe von etwa 3 ½ Meter. Bis 4.000 Mann Besatzung fanden darin Platz. Die Schanzanlagen umfassten vier Teilbereiche. Drei dieser Wehrbereiche, die Große Schanze, die Sternschanze und das Wall-Graben-System, liegen direkt am Oberhaag. Die Viereckschanze ist als Wegsperre etwa 2 km nach Norden verlagert (Richtung Grenze).
Die kleine Sternschanze (Nummer 2 am Plan) lag östlich des wichtigen Verkehrsweges zwischen dem oberen Mühlviertel und Böhmen, der heutzutage „Alter Weg nach Wulda“ genannt wird, wobei mit Wulda die Moldau gemeint ist (die heutige Krumauer Straße wurde erst später errichtet). Archäologische Untersuchungen der Jahre 1989/90 brachten Keramikfragmente vom 12. bis 15. Jahrhundert zu Tage. Im inneren Bereich dieses Schanzbaues standen demnach mehrere beheizte Blockhütten als Unterkunft für die Wachen. Die leicht eingetieften Feuerstellen waren mit Keilsteinen umsetzt und dienten sowohl als Kochstellen als auch als Wärmequellen. Die restliche Innenfläche wurde in Kriegszeiten wohl als Zeltlager verwendet. Diese sind archäologisch nicht nachweisbar, da man keine Veränderungen im Boden vornahm. Es gibt aber Berichte von zeitgenössischen Beobachtern und Abbildungen auf militärischen Karten.
Der Wall (Nummer 4 am Plan) liegt zwischen kleiner und großer Schanze quer zur „Straße nach Wulda“. Er besteht aus einer älteren und einer jüngeren Aufschüttung. Zwischen beiden Phasen muss ein längerer Zeitraum verstrichen sein, wie die Humusbildung aus dem ersten Wall zeigt. Für die Aufschüttungen selbst wurde der Aushub aus dem vorgelagerten Graben verwendet. Der jüngere Wall war an der Innenseite durch eine Steinpackung befestigt, um ein Abrutschen des Erdmaterials zu verhindern. Bei den archäologischen Untersuchungen konnten aber weder Pallisadenbauten noch Rampen für die Schützen nachgewiesen werden. Als Befestigung der Wallkrone wurden wahrscheinliche Schanzkörbe verwendet. Diese dicht geflochtenen, mit Erde und Steine befüllten Weidekörbe waren leicht herstellbar und bildeten einen ausgezeichneten Schutz gegen feindlichen Beschuss.
Die große Schanze (Nummer 5 am Plan) bildet den westlichen Abschluss der Verteidigungsanlage am Oberhaag. An den vier Ecken war sie durch lanzettförmige Bastionen. Sie war durch ihre Form verteidigungstechnisch äußerst wirkungsvoll, da jeder Punkt des Walles bei Angriffen durch die Verwendung von Schusswaffen gedeckt werden konnte. Unweit von Oberhaag befanden sich vergleichbare Anlagen bei Passau als Schutz der Donaubrücke oder in Prachatice.

Eine zeitgenössische Quelle beschreibt die Anlage als 

„doppelte, sternförmige Schanze, ein gedeckter Gang darauf, Rennhaus geheißen, eine Wachhütte, für den Kommandanten eine zweite, eingerichtet mit Ofen, Fenstern, ganz konform, über die Straße Gatter, ein Tor, eine Anlegekette, Verhaue, die Straße seitwärts abgegraben, mit Fallgruben.“